# Christian Franz Rummel
Christian Franz Ludwig Friedrich Alexander Rummel (Gollachostheim, 27 de novembre de 1787 - Wiesbaden, 13 de febrer de 1849) fou un musicòleg, pianista, compositor, clarinetista i violinista alemany. Era el pare de Joseph i Josephine ambdós també músics.
Fou deixeble de l'abat Vogler a Mannheim i el 1804 assolí la plaça de músic major. Durant la guerra de la Independència va estar a Espanya i es casà amb una noia espanyola. Després, de 1815 a 1841, fou director d'orquestra de la cort de Wiesbaden. Fou un excel·lent compositor, hàbil pianista i bon clarinetista.
La seva producció musical, molt nombrosa, comprèn obres per a banda militar, concerts, quintets, solos per a clarinet, composicions per a piano, entre elles una sonata a quatre mans, i un Mètode per aquest instrument.